# The Drones (австралийская группа)
The Drones — австралийская рок-группа, образованная в Перте основным вокалистом и гитаристом Гаретом Лиддьярдом в 1997 году. Фиона Китчин, его гражданская подруга, присоединилась к группе в качестве бас-гитариста и вокалиста в 2002 году. Другие постоянные участники: Руи Перейра на бас-гитаре, а затем на гитаре; Майк Нога на барабанах, вокале, губной гармошке и перкуссии; и Дэн Ласкомб на гитаре, вокале и клавишных. Их второй альбом Wait Long by the River and the Bodies of Your Enemies Will Float By (2005) выиграл первую Австралийскую музыкальную премию. В октябре 2010 года их третий студийный альбом Gala Mill (2006) занял 21-е место в книге «100 лучших австралийских альбомов». Альбомы I See Seaweed (2013) и Feelin Kinda Free (2016) достигли топ-20 в чарте альбомов ARIA. Группа взяла перерыв в декабре 2016 года, а в следующем году Китчин и Лиддьярд сформировали новую группу Tropical Fuck Storm.

## Дискография
Смотри статью «Дискография The Drones» в англ. разделе.
- Here Come the Lies (2002)
- Wait Long by the River and the Bodies of Your Enemies Will Float By (2005)
- Gala Mill (2006)
- Havilah (2008)
- I See Seaweed (2013)
- Feelin Kinda Free (2016)